# Ставчанська сільська рада (Кіцманський район)
Ставча́нська сільська́ ра́да — адміністративно-територіальна одиниця та орган місцевого самоврядування в Кіцманському районі Чернівецької області. Адміністративний центр — село Ставчани.

## Загальні відомості
- Населення ради: 2 168 осіб (станом на 2001 рік)

## Населені пункти
Сільській раді підпорядковані населені пункти:
- с. Ставчани

## Склад ради
Рада складається з 16 депутатів та голови.
- Голова ради: Тодорович Іван Іванович
- Секретар ради: Тимофійчук Марія Онуфріївна

### Керівний склад попередніх скликань
| Прізвище, ім'я, по батькові | Основні відомості                                                                                                | Дата обрання | Дата звільнення |
| --------------------------- | --- | ------------ | --------------- |
| Тодорович Іван Іванович     | Сільський голова, 1956 року народження, освіта середня спеціальна, член Всеукраїнського об'єднання «Батьківщина» | 26.03.2006   | 31.10.2010      |
| Тодорович Іван Іванович     | Сільський голова, 1956 року народження, освіта середня спеціальна, член Всеукраїнського об'єднання «Батьківщина» | 31.10.2010   |                 |

Примітка: таблиця складена за даними сайту Верховної Ради України

### Депутати
За результатами місцевих виборів 2010 року депутатами ради стали:

#### За суб'єктами висування
| Суб'єкт висування | Кількість обраних депутатів | %   |
| ----------------- | --------------------------- | --- |
| Самовисування     | 16                          | 100 |

#### За округами
| № округу | Прізвище, ім'я, по батькові   | Дата визнання обраним | Освіта  | Партійна приналежність | Відомості про обраного депутата                                       |
| -------- | ----------------------------- | --------------------- | ------- | ---------------------- | --------------------------------------------------------------------- |
| 1        | Григірчик Микола Миколайович  | 05.11.2010            | середня | позапартійний          | Ставчанська сільська рада, спортивний інструктор                      |
| 2        | Клевчук Василь Васильович     | 05.11.2010            | середня | позапартійний          | тимчасово не працює                                                   |
| 3        | Фокшанський Микола Дмитрович  | 05.11.2010            | середня | позапартійний          | СВК «Зоря», тракторист                                                |
| 4        | Гура Володимир Дмитрович      | 05.11.2010            | вища    | позапартійний          | СВК «Зоря», ветеринарний лікар                                        |
| 5        | Прокопчук Людмила Іванівна    | 05.11.2010            | вища    | позапартійна           | СВК «Зоря», заступник головного бухгалтера                            |
| 6        | Тимофійчук Марія Онуфріївна   | 05.11.2010            | вища    | позапартійна           | Ставчанська сільська рада, секретар                                   |
| 7        | Скутар Ігор Васильович        | 05.11.2010            | вища    | позапартійний          | ВАТ «Чернівецький рибокомбінат», рибовод Ставчанської рибної дільниці |
| 8        | Мачушак Марія Миколаївна      | 05.11.2010            | вища    | позапартійна           | СВК «Зоря», головний економіст                                        |
| 9        | Співак Орися Василівна        | 05.11.2010            | вища    | позапартійна           | СВК «Зоря», інженер з охорони праці                                   |
| 10       | Кубрак Юрій Іванович          | 05.11.2010            | вища    | позапартійний          | Кіцманський РВ ГУ МНС, інспектор сектора з питань НПД                 |
| 11       | Табала Сергій Васильович      | 05.11.2010            | середня | позапартійний          | СВК «Зоря», комірник                                                  |
| 12       | Шикульський Микола Васильович | 05.11.2010            | середня | позапартійний          | приватний підприємець                                                 |
| 13       | Кравчук Микола Іванович       | 05.11.2010            | середня | позапартійний          | СВК «Зоря», завідувач молочно-тваринницької ферми ВРХ                 |
| 14       | Кадищук Валентина Степанівна  | 05.11.2010            | вища    | позапартійна           | Ставчанська сільська рада, головний бухгалтер                         |
| 15       | Тодорович Василь Георгійович  | 05.11.2010            | вища    | позапартійний          | СВК «Зоря», завідувач пункту очистки насіння                          |
| 16       | Мачушак Михайло Михайлович    | 05.11.2010            | середня | позапартійний          | СВК «Зоря», бригадир тракторної бригади                               |